# Уэстерн Сидней Уондерерс
«Уэ́стерн Си́дней Уо́ндерерс» (англ. Western Sydney Wanderers) — австралийский профессиональный футбольный клуб из города Сидней, штат Новый Южный Уэльс. Выступает в Эй-лиге.

## История
4 апреля 2012 года в рамках совместной пресс-конференции премьер-министра Австралии Джулии Гиллард и генерального директора футбольной федерации Австралии Бен Бакли было объявлено о создании новой команды в Западном Сиднее с целью заполнить место в Эй-лиге, освобождённое клубом «Голд-Кост Юнайтед». Клуб был основан при финансовой поддержке со стороны правительства Австралии.
17 мая 2012 года президентом клуба стал Лайэлл Горман ранее работавший на аналогичной должности в «Сентрал Кост Маринерс». На пост главного тренера был приглашён Тони Попович, который в связи с этим ушёл в отставку с поста тренера английского «Кристал Пэлас». Ассистентом Поповича стал его друг, также бывший игрок сборной Австралии Анте Миличич.

## Цвета и символы

До 2019 года домашние матчи проводит на стадионе «Сидней Шоуграунд»

Символика клуба и клубные цвета, равно как и название, выбирались по результатам онлайн-опроса. 25 июня 2012 года было объявлено, что новый клуб будет называться «Уэстерн Сидней Уондерерс». Цветами клуба стали белый, красный и чёрный, а в качестве логотипа стали использоваться переплетённые буквы WSW.

## Персонал

### Главные тренеры
| Период       | Тренер              |
| ------------ | ------------------- |
| 2012—2017    | Тони Попович        |
| 2017         | Хейден Фокс (и. о.) |
| 2017—2018    | Жозеп Гомбау        |
| 2018—2020    | Маркус Баббель      |
| 2020         | Жан-Поль де Мариньи |
| 2020 — н. в. | Карл Робинсон       |

## Спонсоры

### Технические спонсоры
- 2012—2020: Nike
- с 2020: Kappa

### Титульные спонсоры
- с 2012: TBC

## Достижения
- Финалист плей-офф Эй-лиги (3): 2012/13, 2013/14, 2015/16
- Победитель регулярного чемпионата Эй-лиги (1): 2012/13
- Победитель Лиги чемпионов АФК (1): 2014